# Meridiano di Roma

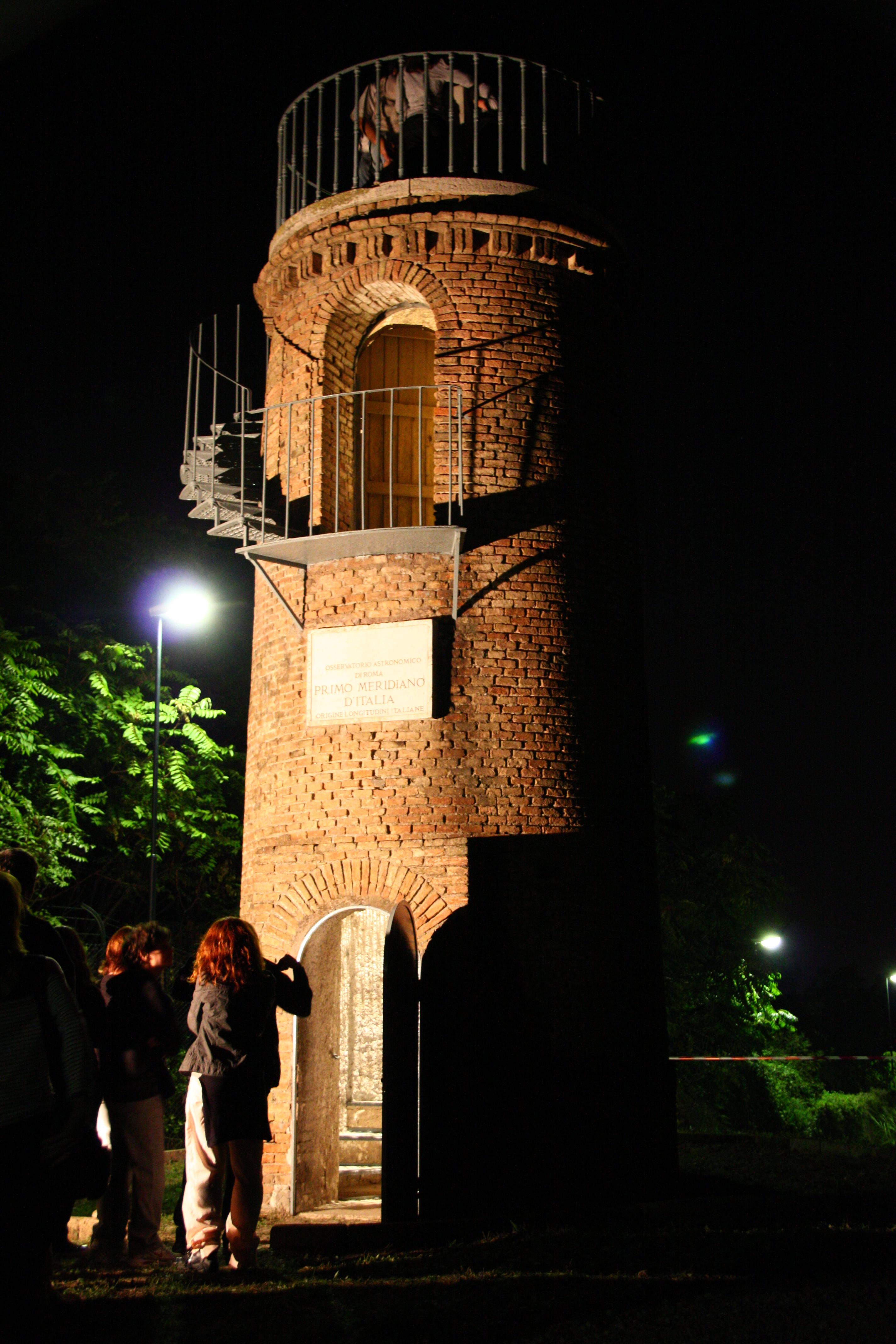
Torre del meridiano di Roma a Villa Mellini (2009)

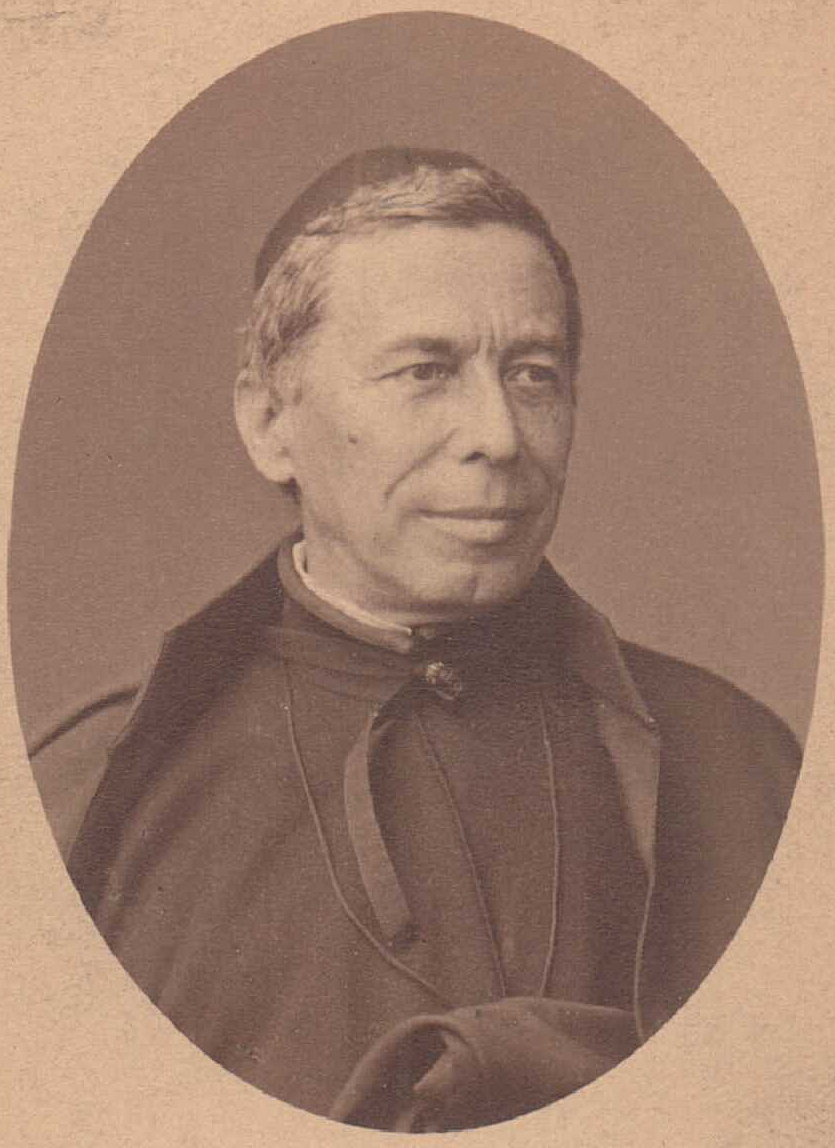
Padre Angelo Secchi

Il Meridiano di Roma, o Meridiano di Monte Mario, detto anche Primo Meridiano d'Italia, è un meridiano primo adottato nell'Ottocento per la cartografia del Regno d'Italia. Fu definito nel 1870 dal gesuita e astronomo italiano padre Angelo Secchi. È posto a 12° 27′ 08,400″ ad est di Greenwich (corrispondente a circa 0h 49m 49s di tempo orario).
Il meridiano attraversa Roma in corrispondenza della basilica di San Pietro anche se per il suo posizionamento fisso sul terreno fu scelto per praticità un luogo posto in posizione sopraelevata nell'adiacente collina di Monte Mario presso l'attuale Villa Mellini. Il luogo è ora segnalato da una torre.

## Storia
La storia del Meridiano di Roma si interseca con quella degli studi sulla forma della Terra. Infatti, nella seconda metà del XVIII secolo, dopo la pubblicazione delle teorie di Newton, vi era fra gli scienziati discordanza sulla forma effettiva della terra. Questa disputa diede luogo ad una serie di spedizioni in varie parti della Terra al fine di misurare con esattezza la curvatura dei meridiani (detta "misura del grado di meridiano") e quindi la forma geometrica più vicina a quella reale del nostro pianeta.
Una delle nazioni più attive in questa azione fu la Prussia che nel 1861 propose la costituzione di una commissione per la misura del grado del meridiano centrale europeo presieduta dal generale e cartografo Johann Jacob Baeyer. Tale meridiano era quello che passava da Berlino e si estendeva a nord fino al circolo polare artico attraversando gran parte della penisola scandinava e arrivava a sud fino alla Sicilia attraversando la penisola italiana fra Ancona e Formia-Terracina, passando quindi su una buona parte dei territori dell'allora Stato Pontificio e dell'appena costituito Regno d'Italia. Alla commissione aderirono molte nazioni fra cui anche l'Italia. Lo Stato Pontificio, che pure era stato invitato, decise di non aderire ufficialmente data la complicata situazione politica del tempo, ma assicurò il suo appoggio per l'effettuazione delle misure.
La commissione internazionale si riunì nell'ottobre 1864 a Berlino con la presenza di 13 stati europei per pianificare le misure da effettuarsi nelle varie regioni. Per seguire i lavori in Italia venne costituita una Commissione italiana, che si riunì per la prima volta a Torino nel 1865. Nell'agosto del 1869 lo stato italiano invitò Padre Angelo Secchi, al tempo direttore dell'Osservatorio del Collegio Romano, a partecipare, in forma privata, ai lavori della commissione. Vista la competenza dimostrata dal prelato lo Stato Pontificio venne invitato ufficialmente a partecipare ai lavori della commissione.
Padre Secchi venne quindi nominato presidente della commissione pontificia incaricata di seguire i lavori nel territorio di competenza di detto stato, che al momento si limitava al Lazio.
Uno dei primi compiti della commissione fu quello di definire i luoghi ove porre le stazioni geodetiche. In effetti a Roma esisteva già una base geodetica utilizzata per le misure sulla via Appia del 1855. Tale base era costituita da 6 punti: Pratica di Mare, Fiumicino, Monte Virginio, Monte Soratte, Monte Gennaro e Monte Cavo che avevano al loro interno la stazione principale posta sulla croce della Basilica di San Pietro. Proprio questo ultimo punto fu al centro della discussione ed alla fine si decise di sostituirlo per due motivi di carattere pratico. Il primo era che, non essendo possibile posizionare fisicamente gli strumenti sul punto della croce, era necessario porli in posizioni vicine, costringendo poi a fare dei calcoli di compensazione che introducevano necessariamente delle approssimazioni non compatibili con l'oggetto delle misure stesse. Il secondo motivo era legato al fatto che dal punto individuato non era possibile avere un giro di orizzonte di 360°, in quanto la visuale era in parte oscurata dalla collina di Monte Mario.
Il nuovo punto con le caratteristiche adatte venne pertanto individuato proprio sul Monte Mario, nel suo punto più alto che si trovava nella vigna di proprietà del principe Barberini, duca di Castelvecchio. Previo accordo con la proprietà fu quindi decisa la costruzione di una torre per segnalare stabilmente il punto geodedico. La torre, disegnata dal maggiore del Genio Pontificio ing. Francesco Oberholtzer, aveva una base quadrata di circa 5 metri di lato ed alta 3 metri, su cui poggiava una torre tronco-conica di circa 8 metri di altezza. In cima alla torre, al centro, era posto un pilastrino di circa 1,40 m circondato da una ringhiera in ferro. Inoltre, per rendere più preciso e duraturo nel tempo il punto geodetico, una pietra di forma quadrata con lato 0,6 m e spessore 0,4 m venne posta nel terreno a quattro metri di profondità sotto la torre. Al centro della pietra vi era un foro verticale che coincideva con l'asse della torre. Sulla pietra vi era una incisione commemorativa: intorno al foro vi era scritto "1870 Segnale Trigonometrico" ed ai lati del foro era scritto "PIUS IX P.M."
La costruzione della torre venne iniziata il 6 maggio 1870, ma fu interrotta nel settembre dello stesso anno a causa della presa di Roma. Lo stato italiano tuttavia fece proprio il progetto di utilizzare Monte Mario come punto di partenza della rete geodetica nazionale e portò a completamento la costruzione della torre nel 1871. La torre venne poi abbattuta nel 1877 per la costruzione del Forte di Monte Mario ed il punto geodetico venne spostato nella vicina Villa Mellini. Nel 1882, dopo la costruzione del forte, il punto geodetico venne riposizionato e la torre ricostruita nello stesso posto visto che il fossato del forte non costituiva impedimento. La nuova torre, realizzata in mattoncini, e tuttora (2013) presente, è di forma tronco-conica ed alta 7 metri.
A partire dal 1872, anno di costituzione da parte dell'esercito del Regno d'Italia dell'Istituto Topografico Militare (ITM), tutte le carte topografiche italiane prodotte dall'ITM prima, e dall'Istituto Geografico Militare (IGM) poi (1882), avevano come meridiano di riferimento quello di Monte Mario, che quindi, da quel momento, venne ribattezzato Primo Meridiano d'Italia.
Nel 1875 l'ITM, su incarico del parlamento italiano, avviò il progetto per la realizzazione della Carta d'Italia nella scala 1:100 000, nota anche come Gran carta d'Italia. Per la sua realizzazione venne utilizzata come superficie di riferimento quella dell'ellissoide di Bessel del 1841 orientata a Monte Mario, cioè avente come punto emanazione il vertice geodetico di Monte Mario la cui latitudine era stata misurata nel 1874 da Lorenzo Respighi, direttore dell'Osservatorio capitolino del Campidoglio.
Il 1º ottobre 1884 venne tenuta a Washington una conferenza internazionale per la definizione di un meridiano unico mondiale. La scelta dell'utilizzo del meridiano passante per l'osservatorio inglese di Greenwich, come meridiano zero della cartografia mondiale, venne approvata a maggioranza da 22 paesi, fra cui l'Italia, il 13 ottobre. Successivamente a tale data comunque in Italia si continuò ad usare largamente il Meridiano di Roma come punto di Longitudine 0° in gran parte delle carte topografiche nazionali e negli Atlanti geografici scolastici.
Ai primi del 1900 la Commissione Geodetica Italiana diede incarico a eminenti studiosi di effettuare delle misurazioni precise del vertice geodetico di Monte Mario. Le misurazioni furono effettuate da Emilio Bianchi, Alfonso Di Legge, Antonio Loperfido, Elia Millosevich e da Vincenzo Reina tra il 1904 e il 1905.
Nel 1940 il prof. Giovanni Boaga propose per la cartografia italiana l'adozione di un nuovo datum geodetico, che prese il nome di Roma 40. Per questo nuovo datum venne adottato l'Ellissoide Internazionale 1924 (proposto da Hayford nel 1909) orientato sul vertice geodetico di Monte Mario.
Dopo la Seconda guerra mondiale venne proposto per l'Europa un nuovo sistema di riferimento, chiamato ED50. L'ellissoide di riferimento associato a questo sistema è l'ellissoide internazionale Hayford orientato a Potsdam (Torre di Helmert) ed il meridiano fondamentale utilizzato è quello di Greenwich.
Nel 1964 l'IGM iniziò la produzione della nuova carta topografica d'Italia nella scala 1:50 000. Questa carta faceva riferimento al sistema geodetico ED50 e venne realizzata nella proiezione universale trasversa di Mercatore (UTM). Essa utilizzando come riferimento di origine delle longitudini il meridiano di Greenwich, decretò di fatto la fine del Meridiano di Roma come punto di riferimento per la cartografia italiana, anche se la produzione della Gran Carta d'Italia (quella in scala 1:100 000), che utilizzava ancora il Meridiano di Roma, continuò fino al 1974.
Nel giugno del 2008, in occasione del 190º anniversario della nascita di padre Angelo Secchi, si sono svolte a Roma alcune iniziative commemorative volte alla divulgazione e conoscenza del Meridiano di Roma.

## Geografia
Il Meridiano di Roma entra in Italia a nord presso il confine austriaco non lontano dal passo di Monte Croce di Comelico, quindi raggiunge la laguna veneta presso Burano ed entra poi nel Mare Adriatico, quindi attraversa il delta del Po, poi di nuovo nell'Adriatico fino a incrociare nuovamente la penisola italiana presso la foce del Rubicone, poco a sud di Cesenatico, quindi passa a est di Perugia e di Civita Castellana e attraversa il comune di Sacrofano, alle porte di Roma. A sud di Roma incrocia il litorale laziale presso Torvaianica quindi attraversa il Tirreno fino a Marsala in Sicilia, poi prosegue nel Mediterraneo passando a pochi chilometri a ovest di Lampedusa e incrocia la costa africana presso la città di Sabratha in Libia.

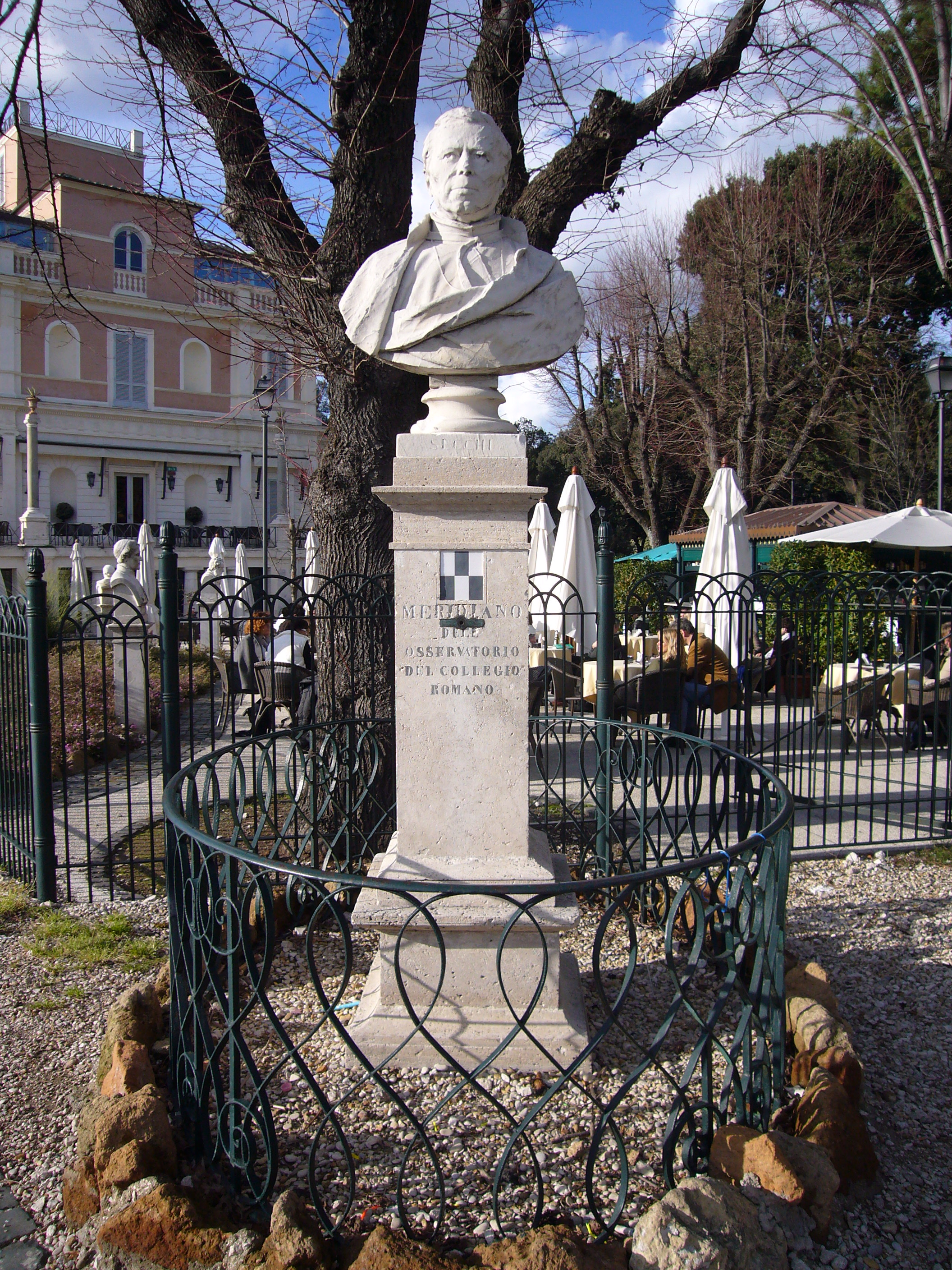
Meridiano di Roma
Pincio, busto dell'astronomo Angelo Secchi

All'interno di Roma la linea immaginaria del meridiano, partendo dalla torre in direzione sud, attraversa il parco di Monte Mario rasentando il lato ovest di Villa Mellini, quindi attraversa la Circonvallazione Clodia, via Trionfale, via Andrea Doria, via Candia e viale Vaticano. Entra quindi nella Città del Vaticano attraversandone i giardini e passando poco a ovest dell'abside della basilica di San Pietro per uscire nei pressi della stazione Vaticana. Attraversa poi via Aurelia, via di Porta Cavalleggeri e piazzale Gregorio VII, quindi attraversa Villa Doria Pamphilj passando presso la basilica di San Pancrazio. Quindi attraversa via di Donna Olimpia e la circonvallazione Gianicolense passando sopra l'Ospedale Forlanini per uscire poi in via Bernardino Ramazzini.
Proseguendo verso sud attraversa via della Magliana in corrispondenza dell'incrocio con l'Autostrada per Fiumicino. Qui attraversa il Tevere quindi passa sopra il Torrino ed arriva sopra il GRA in corrispondenza dello svincolo con la via Pontina.
Verso nord il meridiano, partendo dalla torre di segnalazione, attraversa la tenuta di Villa Madama, quindi passa di poco a ovest dello Stadio Olimpico, attraversa via della Camilluccia e via Cortina d'Ampezzo, poi via Cassia in corrispondenza dell'Ospedale San Pietro Fatebenefratelli, via due Ponti, via di Grottarossa ed incrocia il Grande Raccordo Anulare in corrispondenza della galleria parco di Veio.